# Nilton Apparecido Cardoso

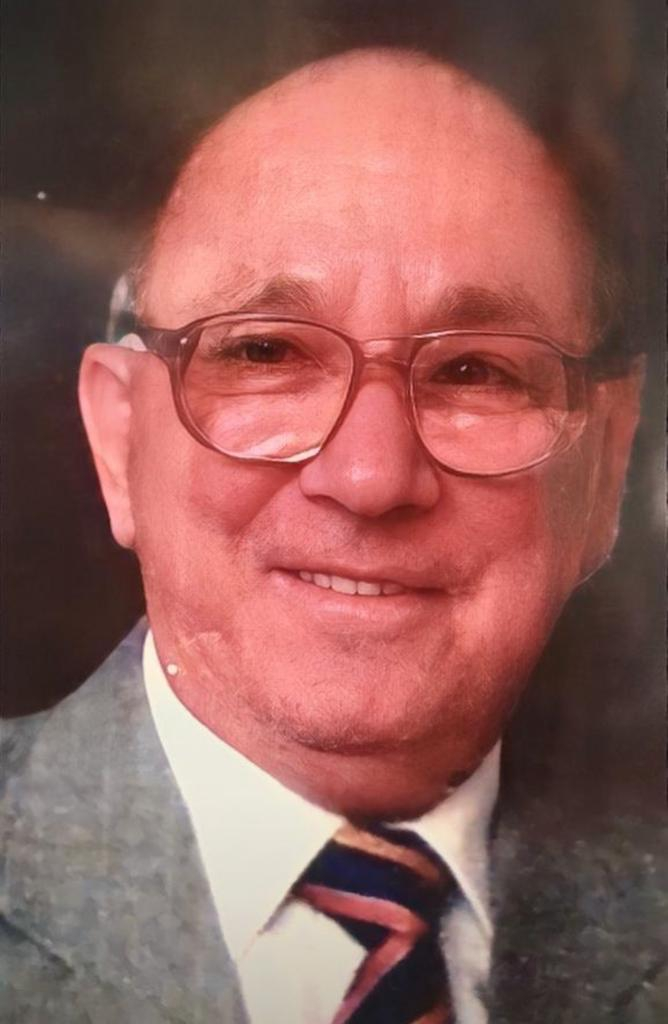
Nilton Cardoso

Nilton Apparecido Cardoso (Monte Alegre do Sul, 14 de agosto de 1937 – Osasco, 26 de dezembro de 2022) foi um ministro da igreja evangélica Congregação Cristã no Brasil. Foi ancião dessa denominação por 53 anos, sendo considerado um dos mais longevos da instituição. Presidiu a regional Osasco por 31 anos, desde a morte de seu antecessor, Sebastião Antonini, em 1991, até sua morte, em 2022.

## Primeiros anos
De origem humilde, Nilton era filho de Benedicta Binotti Rhein, uma empregada doméstica filha de italianos, e de Waldemar Aparecido Cardoso, ferroviário e filho de portugueses. Foi o primeiro dos dois filhos do casal. Seu irmão, Clésio, nasceria alguns anos depois. Em 1947, muda-se com a família para a cidade de Osasco, naquela época ainda um subdistrito da cidade de São Paulo.

## Carreira profissional
Nilton começou sua carreira profissional assim como o pai: como ferroviário. Porém, viria a fazer história como funcionário público do estado de São Paulo. Serviu a administração pública por 34 anos, finalizando carreira como diretor do departamento de aprovisionamento do palácio dos bandeirantes, sede do governo estadual. Nessa função teve contato próximo com diversos governadores, como Laudo Natel, Paulo Egydio Martins, Paulo Maluf e Franco Montoro.

## Vida pessoal
Casou-se, em 1959, com Maria Gurgel Cardoso, com quem teve 3 filhos: Davi (1960, falecido ainda bebê), André (1962) e Jonas (1965). Teve ainda 3 netos, Alexandre (1984), Davi (1985) e Yuri (1998) e dois bisnetos, Gabriel (2005) e Dominika (2023). 
Em 2007 foi agraciado com o título de cidadão osasquense e em 2019 com o título de cidadão benemérito da cidade de Barueri.

Nilton com sua família no início dos anos 1970.

## Vida na Congregação Cristã no Brasil
Nilton nasceu católico mas converte-se ao protestantismo em 1956, quando batizou-se na Congregação Cristã no Brasil, na região de Amador Bueno, atual município de Itapevi. 
Nessa denominação, Nilton ocupou diversos cargos. Foi porteiro do templo central da igreja em Osasco; encarregado de limpeza; secretário da administração de Osasco e de Carapicuíba; cooperador de jovens no templo da igreja localizado no Jardim Roberto, em Osasco; cooperador do ofício ministerial na mesma localidade e ancião. Para esse último cargo, foi ordenado por Rizzieri Lavander, um dos primeiros anciães da Congregação, em 19 de abril de 1969.
Como ancião, presidiu 476 batismos, 533 santas ceias, 187 ordenações e inúmeros funerais. Também foi responsável pelo atendimento das necessidades da igreja em muitos países da América Latina, tendo viajado diversas vezes para Colômbia, Equador, Honduras, Peru, Costa Rica, Nicarágua, Paraguai, Uruguai, Argentina, Chile, Bolívia, Suriname, Panamá, Guatemala e México. Também foi responsável pelo atendimento em alguns estados do nordeste do Brasil, como Ceará, Rio Grande do Norte e Paraíba, além do norte de Minas Gerais.

## Morte
Nilton faleceu no dia 26 de dezembro de 2022, em São Paulo, vítima de insuficiência cardíaca. Seu funeral foi realizado no dia seguinte no ginásio José Corrêa, na cidade de Barueri.